# Al-Marrakushi (cràter)

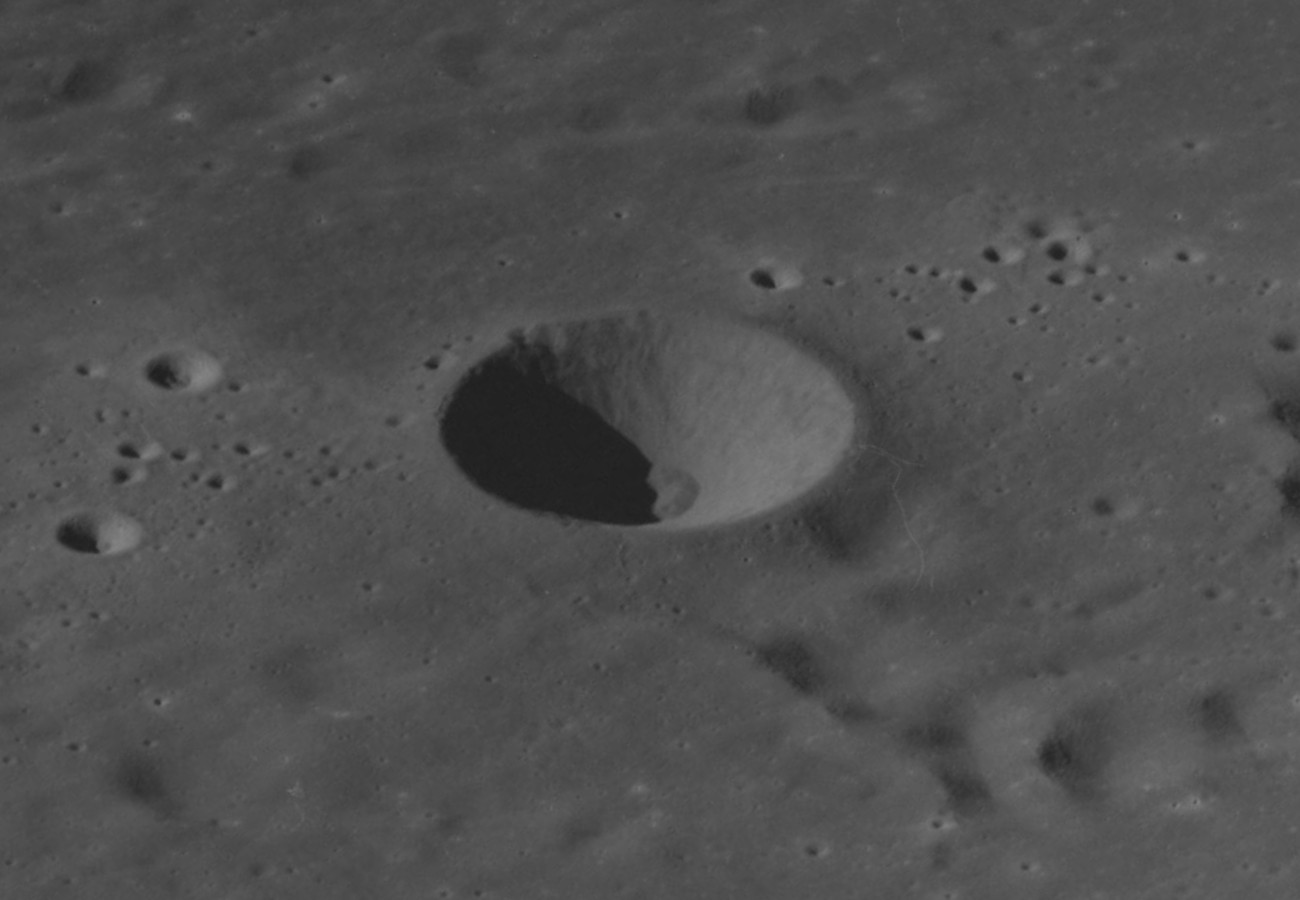
Apollo 8 image. The clusters of small craters to the left i right are secondary craters from Langrenus.

Al-Marrakushi és un petit i relativament isolat cràter lunar a l'oriental Mare Fecunditatis. És una formació circular, simètrica, amb parets interiors que baixen fins al punt mig. Al nord-est hi ha el cràter Langrenus. El mar proper a Al-Marrakushi està marcat per material de raigs del seu veí més gran.
Aquest cràter es va identificar com a Langrenus D fins que se li va donar un nom per part de la UAI el 1976. Va ser anomenat en honor d'Ibn al-Banna al-Marrakushi (c. 1256 – c. 1321).